# زئیو هرتزوگ
زئیو هرتزوگ (عبری: זאב הרצוג‎؛ زادهٔ ۱ ژانویهٔ ۱۹۴۱) انسان‌شناس، و باستان‌شناس اهل اسرائیل است. استاد باستان‌شناسی در گروه باستان‌شناسی و فرهنگ‌های باستانی خاور نزدیک در دانشگاه تل آویو متخصص در باستان‌شناسی اجتماعی، تاریخ معماری و باستان‌شناسی میدانی است.